# Société royale linnéenne de Bruxelles
La Société royale linnéenne de Bruxelles, est une société linéenne fondée en 1872, composée d'amateurs et de professionnels dont le but était l'étude du règne végétal et l'encouragement et la propagation d'espèces rares ou utiles dans la lignée des autres sociétés linnéennes.
Son histoire est à ce jour mal connue malgré d'abondantes archives et la publication d'un bulletin.
Cette société qui existait parallèlement avec la Société royale de Flore de Bruxelles et qui partageait des buts et des idéaux semblables a fusionné avec elle en 1935.

## Quelques membres
- Félix Muller, président en 1864.
- Louis Piré
- E. Janssens, délégué, rue de Terre Neuve, 117 à Bruxelles.
- C. Van Neck, administrateur, chaussée de Gand, 1.